# 永明延寿
永明延寿（えいめい えんじゅ）は、中国の五代十国時代の法眼宗の僧。諡は宗照大師。俗姓は王。字は冲玄。号は抱一子。杭州余杭県の出身。
『宗鏡録』を著し、後世に浄土教の蓮宗の第六祖に位置づけられ「禅浄一致」「教禅一致」を説いたことにされている。

## 略歴

### 出家前
7歳で法華経を読み、16歳で斉天賦を銭元瓘（後の呉越の文穆王）に献じて官吏となった。

### 出家以降
28歳の時、華亭県（現在の上海市松江区）の駐留将校をしていたが、妻子と財産を捨て、雪峰義存門下の翠巌令参の下で出家した。
その後、天台徳韶の法嗣となり、雪竇山資聖寺や霊隠寺に住した。建隆2年（961年）には永明寺に移り、以後15年間、この寺で得度した門弟は、1,700名に及んだという。篤信家として知られる呉越国主の銭氏の尊崇を受けた。『法華経』を誦すること13,000部に及び、造像や造塔を在家者に熱心に奨めた。
その名声は広く知れ渡り、高麗の光宗が延寿の徳を慕い、36人の僧を派遣して弟子入りさせた。また、天台山において10,000人以上の得度・授戒・放生を行なう。
開宝8年12月26日（976年1月29日）、72歳で没し、宗照大師と諡された。法臘42。

### 没後
浄住寺に転住した雲門宗の円照宗本により、同寺に保存されていた『宗鏡録』が再評価され、北宋の魏王趙イン[君+頁]、宗本の弟子の大通善本による2度の印刷により全国に普及、大観元年（1107年）の東禅寺版大蔵経に入蔵が許可されるに及んで、中国仏教の思想をまとめ直した内容として評判を博した。

## 主著
- 『宗鏡録』
- 『唯心訣』
- 『註心賦』
- 『万善同帰集』
- 『観心玄枢』
- 『受菩薩戒法』
- 『慧日永明寺智覚禅師自行録』

## 伝記
- 『十国春秋』巻89「呉越十三 列伝」
- 『宋高僧伝』巻28「大宋銭塘永明寺延寿伝」
- 『景徳伝灯録』巻26「杭州永明寺延寿禅師」
- 『永明智覚禅師方丈実録』（霊芝元照撰）